# Thomas Blarer
Thomas Blarer von Giersberg, auch Blaurer, (* 1499 in Konstanz; † 19. März 1567 in Neu-Giersberg) war ein Kirchenliederdichter und Jurist.

## Leben
Thomas Blarer war der Sohn des Konstanzer Kaufmanns und  Ratsherrn Augustin Blarer († 1504) und dessen Frau Katharina. Seine Geschwister waren Ambrosius Blarer und Margarete Blarer. Gerwig Blarer war der Stiefbruder seines Vaters. Blarer nahm zunächst 1514 ein Studium der Rechte an der Universität Freiburg auf, das er bis 1519 fortführte. Vom Lauffeuer der Reformation erfasst, begab er sich 1520 an die Universität Wittenberg. Hier fand er im Umfeld Martin Luthers Aufnahme, erlebte dessen Verbrennung der Bannbulle und der kanonischen Rechte vor dem Elstertor am 10. Dezember. Er begleitete diesen auch 1521 auf der Reise zum Reichstag in Worms. Seine Eindrücke über das Umfeld der Reformation teilte er seinem Bruder, zu der Zeit Prior in Alpirsbach, mit, in der Hoffnung, auch ihn für die Gedanken Luthers zu gewinnen. So erlebte er die Wittenberger Bewegung und kehrte 1523 in seine Heimatstadt zurück.
In Konstanz wurde er 1525 Mitglied des Rates und war von 1536 bis 1548 im jährlich abwechselnden Abstand Bürgermeister und Reichsvogt. Als engagierter Vertreter der Reformation in Konstanz nahm er an den Friedensverhandlungen der Stadt 1548 in Augsburg teil. Als die Stadt die Reichsfreiheit verlor und die Rekatholisierung erfolgte, wurden er und sein Bruder Ambrosius Blarer verbannt. Er flüchtete in den Thurgau, wo er bei seiner Schwester in Neugiersberg Asyl fand. 
Von ihm stammen sieben Kirchenlieder, die Johannes Zwick in seinem „Neu Gesangbüchle“ (1536, 1540) mit herausgebracht hat. Als Textdichter von Psalmen im Psalter von Sigmund Hemmel war er literarisch tätig. Ein Teil seiner Arbeit ist ungedruckt vorhanden.
In die evangelischen Gesangbücher des 20. Jahrhunderts gingen Blarers Tauflied „Gelobet sei der Herre Gott, ein Vater unser aller“ (EKG 146) und sein Abendmahlslied „Du hast uns Leib und Seel gespeist“ (EKG 148, EG 216) ein.
Seine Tochter Anna war mit dem Reformator Rudolf Gwalther verheiratet.